# Corona del Lussemburgo

La Corona del Granducato di Lussemburgo nello stemma di stato

La Corona del Granducato di Lussemburgo è la corona ufficiale dei granduchi di Lussemburgo. Essa non esiste materialmente in quanto utilizzata unicamente come elemento araldico posto a completamento dello stemma di stato.
La corona del Granducato di Lussemburgo è identica ad una tradizionale corona granducale europea così come erano diffuse nell'Ottocento in alcuni Stati tedeschi, anche se queste riprendevano poi, di fatto, le forme di una corona regale. Essa rispecchia la sovranità dei Nassau sul granducato, sebbene essi ebbero semplicemente il titolo granducale e non quello di re del loro Stato.
Essa è costituita da un cerchio d'oro a fioroni alternati a perle con pietre preziose, sormontato da otto archetti perlati, terminanti in un globo smaltato di blu con una croce in oro.
Questa corona è apparsa in alcuni armoriali anche come avente al proprio interno una foderatura in velluto rosso ma tradizionalmente questo non compare nella corona di granduca.